# Meurthe e Mosella
Meurthe e Mosella (Meurthe-et-Moselle) è un dipartimento francese della regione Grand Est. Confina con i dipartimenti della Mosella a nord-est, del Basso Reno a est, dei Vosgi a sud e della Mosa a ovest. A nord-ovest confina con il Belgio (provincia del Lussemburgo) e il Lussemburgo.
Le principali città, oltre al capoluogo Nancy, sono Briey, Lunéville, Toul, Longwy, Pont-à-Mousson, Jarny, Villerupt e Baccarat.

## Storia

Ridefinizione dei confini dei dipartimenti in seguito alla pace di Francoforte del 1871.

Il dipartimento della Meurthe e Mosella fu creato il 7 settembre 1871, unificando i territori dei dipartimenti della Meurthe e della Mosella che il trattato di Francoforte aveva lasciato alla Francia.
Del dipartimento della Meurthe erano rimasti alla Francia gli arrondissement di Lunéville, Nancy e Toul, mentre del dipartimento della Mosella il solo arrondissement di Briey. Questi quattro arrondissements furono uniti per costituire il nuovo dipartimento della Meurthe e Mosella. Gli altri arrondissement della Meurthe, quelli di Château-Salins e di Sarrebourg, così come quelli perduti della Mosella, furono annessi all'Impero germanico e lo rimasero fino al 1918.
Il confine attuale fra il dipartimento della Meurthe e Mosella e quello della Mosella corrisponde esattamente alla frontiera franco-tedesca del periodo fra il 1871 ed il 1919. Questa frontiera tornò a dividere la Francia dalla Germania dopo l'annessione nazista dei dipartimenti della Mosella, del Basso Reno e dell'Alto Reno, avvenuta fra il 1940 ed il 1944.
L'unica modifica apportata successivamente ai confini del dipartimento fu l'annessione nel 1997, per motivi di gestione amministrativa, del piccolo comune di Han-devant-Pierrepont, che prima apparteneva al dipartimento della Mosa.